# Ширванлы (Огузский район)
Ширванлы (азерб. Şirvanlı) — село в Огузском районе Азербайджана. Входит в Гумлагский муниципалитет.

## География
Село расположено на реке Карасу, к юго-востоку от города Огуза. Ближайшие соседние села Гумлаг и Таифлы.

## История
В Кавказском календаре за 1856 год село Ширванлы Хачмазского участка населяли азербайджанцы, отмеченные в источнике как «татары».
Разговорный язык отмечался так же азербайджанским (в источнике «татарский»).
По религии мусульмане-сунниты.
Согласно данным посемейных списков 1886 г., в Ширванлы насчитывалось 28 дымов, численность населения оценивалась 127 человек. Национальность — азербайджанцы, обозначенные по терминологии того времени «татарами». По вероисповеданию большинство — мусульмане-сунниты.
«Кавказский календарь», на 1915 год, упоминает «татарское» (азербайджанское) село Ширванлы Нухинского уезда Елизаветпольской губернии с населением 147 человек.
По данным Азербайджанской сельскохозяйственной переписи 1921 года Ширванлы населяли 144 человек в 40 хозяйствах, преобладающая национальность — тюрки-азербайджанцы (то есть азербайджанцы).